# 小林春彦
小林 春彦（こばやし はるひこ、1986年12月17日 - ）は、日本の講演家・著作家・コラムニスト・男性モデル。愛称は「春彦さん」。
障害のある児童生徒・学生の進学・就労支援プロジェクトDO-IT Japan2007年度スカラー(2007年-)・リーダー（2010年-2015年）。芸能プロダクション「Co-Co Lifeタレント事業部」第一期専属タレント(2018年-2019年 ) を経てフリー。

## 略歴
兵庫県神戸市出身（大阪府吹田市生まれ）。物心ついた頃から成人まで、父は日中会社勤務、家の中は姉・妹・母という環境で育つ。
三田学園中学校・高等学校卒業。血液型はA型。
18歳の時に脳梗塞で倒れ、身体機能と脳機能に重複した障害を抱える。3年間の闘病で半身不随など一部の身体障害を克服したが、その後、高次脳機能障害と診断された。東京大学先端科学技術研究センターによる障害や病気のある小中高校生・大学生の進学と就労への移行支援を通じ将来の社会のリーダーを育成するプロジェクトDO-IT Japanの第一期生として参加。これを機に、20歳の時に東京への単身上京を決意し神戸の実家を出る。
後に実現する発達障害や高次脳機能障害など脳機能の障害を根拠とした試験の特別措置を目指し尽力した。
28歳の時に自身の18年間の健常だった時代と中途障害者となってからの10年間の体験をまとめ書きあげた著書『18歳のビッグバン 見えない障害を抱えて生きるということ』を出版（概要は後述）。作家デビューする。（自費出版ではなく）商業出版であり、小林はこの書籍の初版完売を目標に掲げ、期間限定の全国行脚を決める。メディアなどで取り上げられ、また発売から1年で増刷が決まった。
この重版後に、全国の小学校・中学校・高等学校・専門学校・大学をはじめとする教育機関、NPOや企業において3年のうちに100回を越す講義・講演・トークイベントに出演した。2016年度の朝日新聞厚生文化事業団による東京（築地・浜離宮朝日ホール）と大阪（大阪市・大阪YMCA会館ホール）2ヶ所で開催された事業「高次脳機能障害を生きる」で、講師を務めた。
書籍の出版以降、全国で見えない障害や「生き辛さ」を抱える健常者に向けての障害の有無を問わない啓発活動を行っている。
2019年11月11日から同年12月20日にかけ、日本初のクラウドファンディングサービスを提供しているREADYFOR株式会社が運営する「Readyfor」から単独企画としてクラウドファンディングで資金調達を呼びかけた。企画の趣旨は、2020年の東京オリンピック・パラリンピックの後に渡米し、先端技術や新しい価値観を日本に持ち込むための充電期間に入るため一時的に講演家としての活動を打ち切るにあたり、予算の都合で、それまで訪れることが難しかった全47都道府県・遠隔地や離島を優先した講演会を開催するための資金使途にするというもの。当初の募集を100万円としたが、プロジェクト開始1週間で目標額を達成。最終期日には支援者256人・調達支援総額が2,214,500円に達した(目標達成率は221.45％）。

## 経歴

### 中学・高校時代
中学受験で当時は男子校だった三田学園中等部に入学。中学・高校時代から吹奏楽部に所属する。入部当初はサックスを希望していたが、サックス志願者の競争率が高かったことと繊細な性格であったために顧問と先輩の強い説得でバスクラリネットを担当する。その後、リーダーを務めた三田学園吹奏楽部クラリネット5重奏が、全日本吹奏楽連盟と朝日新聞社が主催する第25回全日本アンサンブルコンテストの予選大会である西阪神地区・兵庫県地区・関西地区の各ブロックの代表に選抜され、全日本大会では銀賞を受賞する（よこすか芸術劇場）。受賞曲はバッハ作曲『イタリア協奏曲』。
同校の吹奏楽部で中学・高校と同じクラリネットパートに所属していた3学年上の先輩にテレビ朝日系局列のアナウンサー内田智之がいた。「（小林は）おちゃらけたキャラクターで、部のムードメーカー。その一方、やると決めたら、とことん練習する努力家」と放送局のブログで述べている。
講演会や福祉関係の研修会では自身の過ごした三田（さんだ）という地域に愛着があることをアピールしている。また、資料や公開イベント等における自分の名前が加藤晴彦に知名度負けし、「春彦」が正しいところ「晴彦」と誤字になっていることが多い。
例年、秋口に小林の出身校である三田学園の創立者・小寺謙吉を記念し設立された大講堂「KODERA HALL」では、課外授業の一環として小林による在校生向け講演会が開催されている。

### マイノリティ界への関心と活動
障害者や社会的少数派に対する偏見を減らす目的のイベント「ヒューマンライブラリー（human library）」に2008年から2016年までに全国最多の出演をしている。「外見から見えない困難を抱える当事者」で身体機能と脳機能の中途重複障害者という立場をとることが多い。小林は活動の発起人の一人であるロニー・アイバーグが運営するデンマークのヒューマンライブラリー本部「HUMAN LIBRARY ORG」にも動画でコメントを寄せ、この活動が実際の執筆のきっかけとなっていることや「カンファレンス、企業、教育機関など様々な場所に出演してきて、『運営からも読者からも他の本（何らかのマイノリティ性を抱えた当事者）からも、自分が普段どのように見られており、どう言葉に落とし込めば相互理解に至るのか』といったことを様々な角度から考えさせていただいたと感じている」と述べている。
身体機能と脳機能に重複した障害を抱え大学入試センター試験に5回挑戦したが、文字を読むのにハンディがあり希望した配慮が受けられず受験を断念している。「入試では、論理的に考える力や発想力を問うてほしい。目で字を認識できなければ耳から情報を与えるなど、いろいろな試験の仕方があるべきだ」と訴えた。
2015年時点において発達障害は先天性の脳機能障害、高次脳機能障害は後天性の脳機能障害、認知症は進行や悪化の認められる脳機能障害とされている。日本では2005年4月に発達障害者支援法が施行され、世間的には「発達障害」という言葉が広く知られるようになった。一方で「高次脳機能障害」は当時普及しておらず、自身が2005年春に脳卒中に倒れ高次脳機能障害となった時期と重なったことから、「自分とは何者か」を人に説明することに困窮した青年期を送った。こうした「見えない障害」という類似性から若年者から高齢者まで脳機能の障害や社会的マイノリティの存在に関心を寄せている。
DO-IT Japanの活動においては初年度から参加しており、2010年度DO-ITリーダー海外研修に論文審査で選抜され渡米。ワシントン州のシアトルでワシントン大学(University of Washington = UW)、レドモンドで米国マイクロソフト本社をそれぞれ訪れている。現地の高等教育におけるICTの活用を現場で視察し、次世代に向けたテクノロジーなどを体験。またアメリカにおける法制度についても学んでいる。この滞在時のことはレポートにしてまとめられた。
小林は18歳から元健常者・中途障碍者として外見からは見えない障害を抱えて生き始めた障害者と健常者の中でもボーダー、障害者というカテゴライズにおいてもグレーゾーンを生きている。こうした立場から、「障害者の感動ポルノを強く批判する声について、社会には『ここにも、あそこにも、困難を抱えている人はいる、困難は潜んでいる』ということを伝えたい、知ってほしいがゆえの『叫び』も混じっている。目に見えないところにも、たくさんの困難がちりばめられている社会。それなのに、わかりやすいハンディのある人だけが特別なステージを与えられ、スポットを浴びている。それが気に入らないということに自身の身体状況と生い立ちから一定の理解がある」と述べている。

### 教育界への影響
18歳の健常時から計5回に亘ってセンター試験を受験し、中途障害を抱える身となってからは脳機能障害を根拠とした教育の支援の必要性をメディアや教育学会やシンポジウムなどで主張した。
学習障害を専門とする一般社団法人日本LD学会の理事長で大学入試センター特任教授の上野一彦（東京学芸大学 名誉教授）は自身のブログ「カズ先生のEdu Blog」において、大学入試センターに特任教授として勤め始め小林が脳機能障害に対する特別措置を具体的に考えるきっかけとなった最初のケースであったこと、東京大学先端科学技術研究センターの教授（人間支援工学）であった中邑賢龍の元で詳細なデータを添えて申請してきたことを評価し、センター内でのかなりハードな議論の末に日本で最初の脳機能障害による措置を認めた、と述べた。
小林の事例を前例として大学入試センター試験では翌年の2011年から障害者が特別措置を受けられる対象者の中に脳機能障害者も含まれ、どのような配慮を認めるかについては個別のやりとりを行うと試験要項に記述したことが東京大学で行われたDO-ITJapan2010のクロージングセレモニー前のシンポジウムでUstream中継を通して発表された。障害者の特別措置に関し、多くの私立大学や国公立大学の二次試験では「大学入試センターの措置に準ずる」としていたため、他の試験現場でも脳機能障害を抱えた者への配慮が認められるようになった。また、初等教育や中等教育において大学入試で認可されていない配慮は学生の将来を考慮した場合に不適切としていたが、ICTの利用などを教育の現場で検討する動きが広まった。
その後も小林の事例が上野自身の障害理解の原点でもあったことをブログで述べたり、「君がこうした人たち（潜在的に見えない障害を抱えている学生たち）の道を切り開くきっかけになった」と直接話すなど、シンポジウムなどを通じ交流が続いている。また全国障害学生支援センター代表の殿岡翼は、「障害者差別解消法の施行（2016年度）に伴い大学入試が変わっていくなかで（小林は）歴史に名を残した」と語っている。

## 人物像
- 趣味は、音楽鑑賞、楽器演奏（バスクラリネット・バセットホルン）、絵を描くこと、数学、長電話、入浴[42]。
- 中学生までは「チビ・デブ・メガネの3拍子という容姿がコンプレックスだった」が、東京に上京してからは雑誌の読者モデルや企業CMのモデルの仕事をしていた（詳細は後述）[4]。
- 23歳の時に音楽レーベル“A-String”から「はるひこ＆Beth」名義でインディーズデビューしている（iTunesより配信）[43]。
- 2016年4月よりPCメーカーのLenovoが若者のアクティブライフをサポートするプログラム『Lenovo スペシャル・ファンプログラム』の会員に選抜される[44]。
- 2016年8月よりLINE Corporationが提供しているアーティストやタレント向けブログ「LINE公式ブログ」のLINE認定ブロガーとして『小林春彦 オフィシャルブログ』を文化人で開設[45]
- メディアニュースとメディア批評のメディアゴン（MediaGong）公式ニコニコ生放送『はるひこアンテナ』では初回から「ハッピー研究家」という肩書きでモデレーターを務め、ゲストを呼んで配信している[46]。

不倫について、「そもそも不倫そのものが個人的にとても嫌い。絶対に自分は不実な行為はしない。しかし一方でそれは人に強制するものではないとも思う」とした上で、乙武洋匡が妻子ある立場で5人の愛人と不倫をしていたことに言及し、「障害を不倫の隠れ蓑にする」ことへの強い嫌悪感を示した。

## エピソード
- 本や出版にまつわる情報・書評サイト『新刊.JP』内のコンテンツで、人生で影響を受けた本、中でも心動かされた一文と自身のエピソードを語るコーナー『誰かに話したくなる本の話・私と本の物語』第3回目のゲストとして登場した。このとき小林は代々木ゼミナールの看板講師である富田一彦著の「試験勉強という名の知的冒険（大和書房）」と「キミは何のために勉強するのか -試験勉強という名の知的冒険2-（大和書房）」の二冊を紹介した。ここで引用したのは富田が知恵の構築について語る「やじろべえの精神」の一節である。また同インタビューでは、浪人を決めた春先まで代ゼミで富田の授業を受けていたこと、途中で脳卒中に侵されたために予備校への出席・大学への進学を断念したことを語った。その後、外見から見えない障害を負って社会で啓蒙活動を行うにあたり取り上げた前著2冊が「自分の視点の側だけに立たず、融通をきかせながら伝えたいことを伝えていく活動」の原点で、感銘を受けたという。また、2016年に富田が自身の事務所で主催している学生・社会人向けの語学指導塾「西進塾」に第一期生として参加していることを明かした。小林は西進塾の教材制作などにもスタートアップ段階から携わっている[48]。
- DO-IT Japanリーダーとして渡米しワシントン大学の女性教授（専門は数学）でDO-ITの創始者であるSheryl Burgstahler博士と懇談した際、シェリルは小林がハンディを抱えながらも社会で勝ち抜くために、ライティング（文章力）とパブリックスピーキング（人前で発表する術）を磨くことを強く奨めた。当時を振り返り、「（シェリル氏の奨めにより）将来役に立つスキルとして、磨き続けたこれらのテクニックが、今の著述や講演をするといった活動の基礎となっていることは間違いない。」とアメリカでのエピソードを公式BLOGで綴っている[49]。
- NSC大阪33期生で吉本興業所属の占い芸人アポロン山崎は内田智之と同じく小林の中学・高校の3学年上の先輩である。神戸市北区の実家が徒歩数分の近所であったことから兄弟を通し山崎とは小学生から姉妹や両親を通じ家族ぐるみの付き合いがあり、互いの上京後もプライベートで顔を合わせていることをSNSで公開している[50][51]。
- 日本SF作家クラブ・と学会の会員、イラストレーターの開田裕治の妻で特撮マニアとしても知られる官能小説家の開田あやと交流があり、「TOKYO SHOCK」シリーズの第3弾である怪獣映画「デスカッパ」に白杖を持って怪獣デスカッパから逃げ回る街人として出演している[52]。また開田あやが主宰する旅の同人誌「ぶらりオタク旅18（開田無法地帯）」に「みちのく希望の旅We are with you」」という見出しで歌手の八神純子と東日本大震災の復興支援のチャリティコンサートに震災後の福島県へと同行し、当時日本に在学していた留学生のBeth Wongとオリジナル曲を披露したエピソードをエッセイとして寄稿している[53]。またBeth Wongと小林は後に、オリジナルの合作曲をiTunesより発表している（本ページのディスコグラフィーの項を参照）。

## 著書
- 『18歳のビッグバン―見えない障害を抱えて生きるということ』あけび書房 2015年 ISBN 978-4871541381。

18歳のときに生死を分かつ大病に倒れ「見えない障がい」を抱えて生きることになった著者が社会とのつながりを見いだしていくまでの幼少期からの生い立ちと自身が体験した幼少期の阪神・淡路大震災、思春期のJR福知山線脱線事故、単身上京後における青年期の東日本大震災など社会的な出来事を独自の視点で描いた青春のノンフィクション。ストーリー性を保ちながらマイノリティとマジョリティのボーダーにいる立場から人間や社会に対し哲学的な考察が著述されている。
- 小児科医の熊谷晋一郎（東京大学）は、「印象的なのは、見えにくい苦悩への言語化と可視化が一段落する頃、リハビリをやめてそこを起点に社会を問い直し、同時に自分の価値観も更新していくくだり」と讀賣新聞で書評している。
- 一般社団法人日本LD学会の理事長で全国LD親の会創始者、また大学入試センターの教授でもあった上野一彦（東京学芸大学名誉教授）は、「小林は発達障害の啓発と理解に努力してきた者にとって忘れえぬ存在。突然彼を襲った想像を絶する体験、それをバネとして新しい自分を見つけていく姿は、人間が人間として生きていく意味を私たちに教えてくれる。彼（小林）自身の高い資質を寄り添いながら支援し、開花させてきた人々の実践に敬意をささげる」と『ADHD＆ASD（明治図書出版）』で書評し紹介した。なお、上野は作中にも数ページにわたって登場している。
- 2015年度日本図書館協会選定図書。全国官報販売協同組合による「政府刊行物」として流通。

### 関連書籍
- 『ココロのバリアを溶かす―ヒューマンライブラリー事始め』 人間の科学新社（共著） 2012年 ISBN 978-4822602987。

2008年日本に上陸したヒューマンライブリー（別名リビングライブラリー、「生きている図書館」とも言う）という試みを異文化間教育学会で開催してみたいという声を受け、駒澤大学・坪井ゼミ（社会学科）の学生がゼミ活動を通じて開催した体験に基づき、開催ノウハウを解説した入門書。生きにくさを抱えた人たちとの交流による新たな気付き、多様性への寛容な心を育てる効果などについて報告されている。小林は駒澤大学のほかに明治大学（横田ゼミ・国際日本学部）、獨協大学（工藤ゼミ・外国語学部）など数多くの大学祭やゼミの取り組みでヒューマンライブラリーや講演に出演しており、特に本書では学生たちとのインタビューを重ね、自らの生い立ちから社会的少数派との接点、自分たちは多数派にいると思い込んでいる学生たちへの助言、ヒューマンライブラリーがもたらす効果などについての私見を語っている。
- 『季刊[ビィ]Be! 118号 』（インタビュー -障害者でも健常者でもない、何者かになりたい-） アスク・ヒューマン・ケア 2015年 ISBN 978-4901030953。

### 連載コラム
- 障害を持つ人々の現在（全国生涯学生支援センター発行）／「春彦さんの気分は上々」[58]

- スポーツ報知／小林春彦の「花も実もある根も葉もない小話」[59]

本連載中に執筆した「「芸能人の依存症問題と見えない障害との共通点（全３回）」で社会正義に資する公正な報道を行ったメディアに贈られる「グッドプレス2019」を新聞部門で受賞している。

## モデル活動
20代前半からファッション誌のメンズモデルをはじめ、日本マイクロソフト社のイメージCMや株式会社シップス（SHIPS）などのファッションモデルに起用されるなど、モデルとしての活動をしていた。外見から障害を抱えていることが分からなかったため、障害を隠して登場することもあった。
渋谷ヒカリエで開催されたSHIPSとMana'olana協賛によるBONLAB主催シンポジウム「杖は文化とファッションを纏う」では、デザイナー・廣田尚子（女子美術大学 教授）プロデュースのファッションモデルとして超福祉展2018の会場メインステージに登壇。
六本木ヒルズ最大規模のホールであるハリウッドビューティプラザ内のハリウッドホール で行われた一般社団法人脳フェス実行委員会主催のファッションショーに自己表現審査によるオーディションで選抜された後、ファッションモデル宮崎京によるウォーキング指導を発表当日まで受けて出演するなど、生舞台にも出演している。

## ディスコグラフィー
Album『Sentiments At 19』
- 笹百合咲く頃に／はるひこ & Beth 作詞：小林春彦 作曲：Beth Wong[64]
- プラタナスレッド／はるひこ & Beth 作詞：小林春彦 作曲：Beth Wong[65]

## 出演

### テレビ
- 2010年1月20日- NHK 『福祉ネットワーク 』「わたしを 読んで ください」- リビング・ライブラリー
- 2017年1月13日- フジテレビ「ホウドウキョク24」-Oh!divercity
- 2017年5月6日- テレビ東京『生きるを伝える』「知ってもらうことの大切さ」- Webライター・小林春彦
- 2017年12月6日- NHK『おはよう日本』-「けさのクローズアップ」
- 2018年6月9日- テレビ朝日『スーパーJチャンネル』-「特集 壊れた脳で社会を生き抜く」
- 2018年8月13日- AbemaTV『AbemaPrime』-「炎上上等!!タブー知らずの月曜日(炎上)」
- 2023年8月7日-日本テレビ『ザ!世界仰天ニュース』-「脳の真実…左側の世界が消えた謎」

### ラジオ
- 2014年1月4日- TBSラジオ 『土曜朝イチエンタ。堀尾正明＋PLUS!「人権TODAY」』人の人生を読む「ヒューマンライブラリー」
- 2015年4月24日- ラジオ関西 『時間です!林編集長』JR福知山線事故10年追悼コンサート希望トーク（三田市総合文化センター 郷の音ホールより中継出演）
- 2015年4月16日- HONEY FM 82.2MHz　サウンドファイブ「JR福知山線事故10年 追悼コンサート＆希望トーク」（主催の「三田市JR事故有志音楽仲間の会」代表として出演）
- 2017年12月24日- HONEY FM 82.2MHz　木曜ブックレビュー「18歳のビッグバン―見えない障害を抱えて生きるということ」
- 2018年1月27日- あまみエフエム 「ディ！ウェイヴ 77.7MHz」（『小林春彦全国横断講演会・IN 奄美大島』告知ゲスト出演）

### 雑誌
- 『Co-Co Life Vol.5 2009年冬号』（特集「オシャレが好き!」 読者モデル・インタビュー）Co-Co Life編集部 ISBN 978-4990438319。
- 『Co-Co Life女子部 Vol.3 2013年 Spring』 （表紙モデル・巻頭企画「ときめく春服で恋をはじめよう♡」読者モデル）[66]
- 『クロワッサン2010年2月25日号』（女の新聞 （日常生活の中の差別214）） マガジンハウス
- 『「すべての人の社会 Society for All」2016年10月号』（私の生き方 第41回 小林春彦さん）日本障害者協議会[67]
- 『障害を持つ人々の現在（全国生涯学生支援センター NSCSD）』-先輩からのメッセージ
- 『サンデー毎日（毎日新聞出版）』 2023年8月20,27日号、2023年9月3日号　シリーズ - 私は脳梗塞からこうして生還した！

### 企業CM
- 日本マイクロソフト株式会社

### 駅貼りポスター
- 東京メトロ
  - 霞ケ関駅（2009年10月5日 - 18日）
  - 永田町駅（2009年10月5日 - 11日）
  - 国会議事堂前駅（2009年10月5日 - 11日）
  - 虎ノ門駅（1:2009年10月5日 - 18日、2:10月2日 - 8日、3:10月7日 - 13日）

### 電車内モニター広告
- JR
  - 山手線、中央線、京浜東北線（2009年10月19日 - 25日）
- 東京メトロ
  - 有楽町線、副都心線（2009年10月24日 - 31日）
- 東急
  - 東横線、田園都市線、目黒線、大井町線（2009年10月24日 - 31日）

### 雑誌
- 日経ビジネス（2009年10月23日）
- AERA（2009年10月10日）
- 週刊ダイヤモンド（2009年10月13日）